# 12298 Brecht
För andra betydelser, se Brecht (olika betydelser).
12298 Brecht eller 1991 PL17 är en asteroid i huvudbältet som upptäcktes den 6 augusti 1991 av den tyske astronomen Freimut Börngen vid Tautenburg-observatoriet. Den är uppkallad efter den tyske författaren Bertolt Brecht.
Asteroiden har en diameter på ungefär 7 kilometer.